# Eric Verdonk
Eric Franciscus Maria Verdonk (ur. 28 maja 1959 w Taihape, zm. 3 kwietnia 2020 w Auckland) – nowozelandzki wioślarz. Brązowy medalista olimpijski z Seulu.

## Życiorys
Zawody w 1988 były jego pierwszymi igrzyskami olimpijskimi. Brązowy medal zdobył w jedynce. W 1992 na kolejnych igrzyskach zajął czwarte miejsce. W jedynce był brązowym medalistą mistrzostw świata w 1990, w 1986 zajął trzecie miejsce w igrzyskach Wspólnoty Brytyjskiej.
Zmarł na raka w dniu 3 marca 2020 r. w Auckland w wieku 60 lat.